# Nigehörn
Nigehörn est une île artificielle inhabitée de la mer du Nord appartenant à la ville allemande de Hambourg.

## Géographie
Située à l'embouchure de l'Elbe, Nigehörn est située sur le même banc de sable que Scharhörn, à environ 4 km au nord-ouest de Neuwerk et 15 km au nord-ouest de Cuxhaven sur le continent. L'île fait partie de la zone 1 du parc national de la mer des Wadden de Hambourg. Surélevée de 5 m au-dessus du niveau de la mer, elle n'est pas protégée des ondes de tempête et est exposée à un risque d'érosion côtière, en particulier du côté ouest.
Le banc de sable sur lequel se trouvent Scharhörn et Nigehörn est une réserve d'oiseaux désignée Natura 2000 par l'Union européenne, entretenue par le groupe environnemental Verein Jordsand. La zone, connue sous le nom de Scharhörnplate, est longue de 2,8 km et large de 1,5 km pour une superficie d'environ 50 ha. Contrairement à Scharhörn, où les visiteurs peuvent obtenir une autorisation officielle de visite, l'accès public à Nigehörn est strictement interdit.

## Construction et histoire
Nigehörn est construit en 1989 comme un remblai pour compenser la perte de terres en cours sur Scharhörn à proximité, qui menace de priver les oiseaux de rivage d'importantes aires de reproduction. Environ 1,2 million de m3 de sable sont déposés à cet emplacement pour créer le noyau de la nouvelle île,.
La stabilisation des dunes est obtenue à l'aide de barrières faites de broussailles disposées en un double cercle autour du noyau, avec des rayons s'étendant vers l'extérieur des cercles pour attraper et retenir le sable volant. Trois arcs doubles orientés vers l'est de construction similaire sont construits à travers le noyau pour piéger et retenir le sable au cœur de l'île. Des traces de ces motifs peuvent encore être vues sur les photographies aériennes de l'île aujourd'hui, bien qu'elles soient maintenant altérées, recouvertes de sable et érodées.
L'île nouvellement construite mesure 30 ha de superficie totale. Lorsque la flore pionnière commence à coloniser l'île, aidant les structures préexistantes à retenir les sédiments, Nigehörn se développe naturellement dans les vasières de marée environnantes. De cette manière, la superficie de l'île augmente au fil du temps pour atteindre environ 50 ha.